# Ben Temple
Ben Temple (nascut el 1969 a Nova York) és un actor i productor estatunidenc, que viu des de 1999 a Espanya, país on ha consolidat la seva carrera com a actor i està casat des del 2003 amb l'actriu Alicia Borrachero.
Arriba a Espanya el 1991, arran de la seva relació amb la també actriu Alicia Borrachero, qui havia estat la seva companya d'estudis d'interpretació, circumstàncies que li fan instal·lar-se de manera definitiva a Espanya a partir de 1999. Ha participat en diverses sèries televisives, entre elles Cazadores de hombres, La fuga, El tiempo entre costuras, La sonata del silencio i Lo que escondían sus ojos. Al cinema ha treballat en una trentena de films, sent el seu primer protagonista el personatge de Robert a Matar el tiempo (2015).

## Filmografia

### Series
| Any       | Sèrie                               | Personatge        | Episodis |
| --------- | ----------------------------------- | ----------------- | -------- |
| 1993      | El joven Picasso                    |                   | 1        |
| 2000      | Periodistas                         |                   | 1        |
| 2002      | Policías, en el corazón de la calle |                   | 2        |
| 2004      | El comisario                        | David             | 1        |
| 2008      | Cazadores de hombres                | Serguei Yakutov   | 8        |
| 2010      | Amar es para siempre                | Heiner            | 1        |
| 2011      | Crematorio                          |                   | 1        |
| 2012      | La fuga                             | Ciro Tataryn      | 6        |
| 2012      | Hospital Central                    | Benjamin          | 1        |
| 2013-2014 | El tiempo entre costuras            | Hillgarth         | 4        |
| 2014      | Víctor Ros                          | Lewis Osbourne    | 2        |
| 2014      | Hermanos                            | Henry Sinclair    | 3        |
| 2015      | El ministerio del tiempo            | Aaron Stein       | 1        |
| 2014-2015 | Refugiados                          | Cazador           | 3        |
| 2016      | El Caso. Crónica de sucesos         | Stevens           | 1        |
| 2016      | La sonata del silencio              | Kaiser            | 8        |
| 2016      | Lo que escondían sus ojos           | Ambaixador anglès | 4        |
| 2016      | En el corredor de la muerte         | Clay Monroe       | 2        |

### Cinema
| Any  | Pel·lícula                                | Personatge                          | Director                       |
| ---- | ----------------------------------------- | ----------------------------------- | ------------------------------ |
| 1992 | Matar a mi mujer? Era una broma           | Ramon                               | Baz Taylor                     |
| 2000 | Punto de mira                             | Young Thug                          | Karl Francis                   |
| 2001 | El sofá (curtmetratge)                    | Marc                                | Ana Morente                    |
| 2001 | De camellos y profetas (curtmetratge)     | John                                | Juan Alberto de Burgos         |
| 2002 | El viaje de Carol                         | Robert                              | Imanol Uribe                   |
| 2003 | Slam                                      | Músic Slam                          | Miguel Martí                   |
| 2003 | El misterio Galíndez                      | Anderson                            | Gerardo Herrero                |
| 2004 | Romasanta                                 | Advocat defensor                    | Paco Plaza                     |
| 2005 | Invulnerable (curtmetratge)               | Americà                             | Álvaro Pastor                  |
| 2005 | Fràgils                                   | Paramèdic #2                        | Jaume Balagueró                |
| 2006 | La caixa Kovak                            | Roy                                 | Daniel Monzón                  |
| 2006 | Goya's Ghosts                             | Missatger reial                     | Milos Forman                   |
| 2007 | REC                                       | Metge                               | Jaume Balagueró, Paco Plaza    |
| 2010 | De mayor quiero ser soldado               | Capità Harry / Sergent John Cluster | Christian Molina               |
| 2010 | Di Di Hollywood                           | Richard Low                         | Bigas Luna                     |
| 2012 | Invasor                                   | Soldat Americà 1                    | Daniel Calparsoro              |
| 2012 | Marion (curtmetratge)                     |                                     | Julian Zuazo                   |
| 2013 | Das Kind (curtmetratge)                   | Alois                               | Manu Gómez                     |
| 2014 | La ignorancia de la sangre                | Home Revnik 1                       | Manuel Gómez Pereira           |
| 2014 | María Montez: La película                 | William McFeeters                   | Vicente Peñarrocha             |
| 2015 | Ningú no vol la nit                       | Frand                               | Isabel Coixet                  |
| 2015 | Matar el tiempo                           | Robert                              | Antonio Hernández              |
| 2015 | Un día perfecto                           | Assistent del funcionari de l'ONU   | Fernando León de Aranoa        |
| 2015 | They Will All Die in Space (curtmetratge) | Phil Eberhart                       | Javier Chillon                 |
| 2016 | Anomalous                                 | Capità                              | Hugo Stuven                    |
| 2016 | Ixtab (curtmetratge)                      |                                     | María Salgado                  |
| 2016 | Ignacio de Loyola                         | Master Ardevol                      | Paolo Dy, Cathy Azanza         |
| 2016 | Como reinas                               | Dr. Ferguson                        | Andy Tennant                   |
| 2016 | Inside                                    | Isaac                               | Miguel Ángel Vivas             |
| 2017 | Galaxy of Horrors                         | Phil Eberhart                       | Dennis Cabella, Javier Chillon |
| 2017 | La piel fría                              | Oficial Naval                       | Xavier Gens                    |
| 2018 | Solo                                      | Nelo                                | Hugo Stuven                    |

## Nominacions
- XVIII Premis de la Unión de Actores: nominat al Millor actor revelació per Cazadores de hombres.[4]
- XXI Premis de la Unión de Actores: nominat al Millor actor protagonista per De mayor quiero ser soldado.[5]